# Лоялист (Американска революция)
Вижте пояснителната страница за други значения на Лоялист.
Лоялистите са американските колонисти, останали верни на Британската корона по време на Американската война за независимост. По това време те са били често наричани консерватори, роялисти (монархисти) или кралски хора; патриотите ги наричат „хора вредни за свободата на Америка“. На тях се противопоставят патриотите, които подкрепят революцията.
Видни лоялисти многократно уверяват британското правителство, че хиляди техни съмишленици ще се вдигнат на оръжие, за да се бият за короната. Британското правителство отчита това в предприетите си действия, особено в южните кампании от 1780 – 1781. На практика, броят на лоялистите на военна служба, е много по-нисък от очакванията. В новосъздадените Съединени щати, патриотите се отнасят с подозрение към лоялистите, следят ги отблизо и не допускат никаква организирана опозиция. Много от изявените или взели участие във войната лоялисти са принудени да бягат.
Когато губят своята кауза, около 15% от лоялистите (65 000 – 70 000 души) заминават в други части на Британската империя, в самата Великобритания или в Британска Северна Америка (днес Канада). В южната част на САЩ колонистите се премесват предимно към щата Флорида, който остава лоялен към короната, и на британските Карибски владения, често заедно със своите роби. Северните лоялисти заминават предимно в Онтарио, Квебек, Ню Брунсуик и Нова Скотия. Повечето от тях са компенсирани с канадски земи или британски парични обезщетения чрез специални процедури. Емигриралите лоялисти получават от британското правителство около 3 милиона паунда или около 37% от загубите си. Лоялистите, които остават в САЩ, като цяло, запазват собствеността си и стават американски граждани.
Историците изчисляват, че от 2 милиона бели колонисти в 1775 г. между 15 и 20 % са лоялисти или около 300 – 400 000 мъже, жени и деца.